# Блюстоун (парк штата)
Парк Блюстоун (англ. Bluestone State Park) — парк штата в округе Саммерс, в штате Западная Виргиния, в США. Занимает территорию в 872 гектара. Расположен вдоль западных берегов озера Блюстоун, водного резерва реки Нью-Ривер, возведённого и курируемого корпусом инженерных войск США. Парк и озеро были названы в честь реки Блюстоун, которая впадает в реку Нью-Ривер на территории парка.

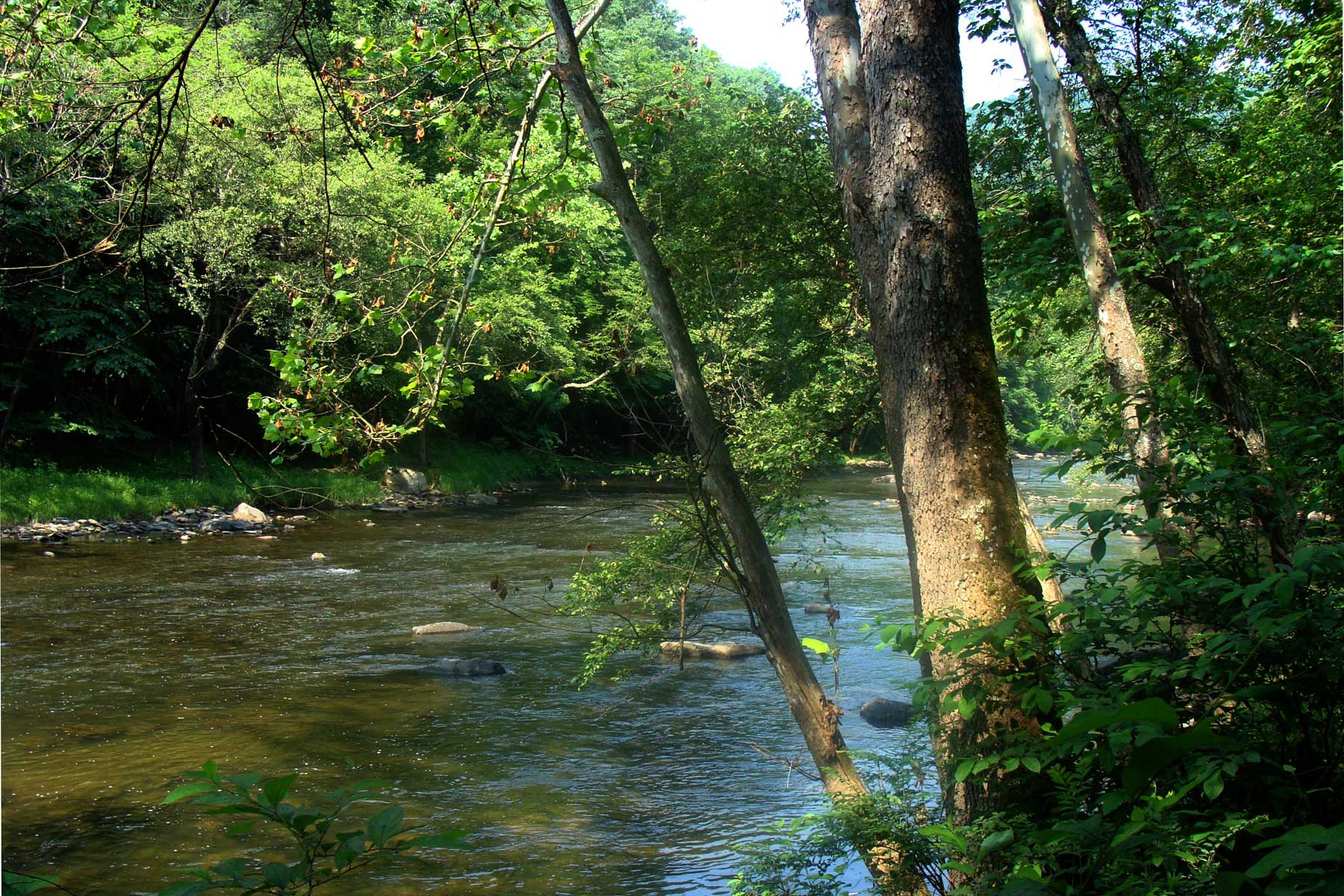
Река Блюстоун, Западная Виргиния

На территории парка находятся 26 кабинок, палаточный лагерь с 77 кемпингами, бассейн, место для пикника и пункт проката лодок. В 2005 году доступность парка для инвалидов оценивали специалисты из Университета Западной Вирджинии. Положительную оценку получили палаточный лагерь, место для пикника, бассейн и детская площадка. проблемы были обнаружены только с трудностью парковки автомобилей на специальной стоянке.
В находящемся рядом Грандью-парке устраиваются музыкальные представления на основе реальных исторических событий, имевших место в этих краях в XIX веке. Речь о так называемой вражде Хаттфилдов и Маккоев. В 10 километрах к югу от Блюстоуна, на территории заповедника Папстейм, действует курорт. К северу от парка находится Блюстоунская плотина и Национальный парк ущелья реки Нью-Ривер, где туристам предоставляются услуги по рафтингу и каноэ. Особо следует отметить местный водопад Сэндстоун-Фоллс. Парк Блюстоун также является известным местом отдыха для любителей рыбалки.